# Jacob Eurenius (ämbetsman)
Jacob Hans Birger Gustafson Eurenius, född den 20 juli 1863 i Kågeröds församling, Malmöhus län, död den 20 januari 1956 i Stockholm, var en svensk ämbetsman. Han var dotterson till Carl Abraham Eurenius och far till Gunnar Eurenius.
Eurenius blev student vid Lunds universitet 1882 och avlade juris utriusque kandidatexamen där 1887. Han blev extra länsnotarie i Skaraborgs län 1894 och ordinarie länsnotarie där 1902. Eurenius var auditör vid Skaraborgs regemente 1892–1909 och landssekreterare i Jämtlands län 1909–1930. Han blev riddare av Vasaorden 1909 och av Nordstjärneorden 1916 samt kommendör av andra klassen av sistnämnda orden 1925.